# Senta (stad)
Senta (Servisch: Сента; Hongaars: Zenta) is een stad in de Servische provincie Vojvodina. De stad telt 20.363 inwoners (2002, de gelijknamige gemeente telt er 25.619) en ligt op de rechteroever van de Tisza. Hoewel Senta bestuurlijk tot het district Severni Banat behoort, ligt het daarmee geografisch niet in het Banaat, maar in de Bačka. De bevolking van Senta, dat tot 1920 in Hongarije lag, bestaat voor ruim 80% uit Hongaren. Senta is daarmee de grootste plaats in Servië die in meerderheid door Hongaren wordt bevolkt. In 1697 was Senta het toneel van de slag bij Zenta, die in een grote Oostenrijkse zege op de Turken eindigde.

## Geschiedenis
Senta werd in 1216 voor het eerst genoemd als Zyntharew: het tweede deel van de oorspronkelijke naam verwijst naar het feit dat de rivier hier kon worden overgestoken (= rév). De nederzetting kreeg in 1506 van koning Wladislaus II de status van Vrije Koninklijke Stad (civitas). De stad raakte vervolgens onder Ottomaans bewind snel in verval. Op 11 september 1697 bracht prins Eugenius van Savoye namens Oostenrijk de Turken bij Senta een zware nederlaag toe. Het aldus veroverde gebied zou tot 1751 deel uitmaken van de Militärgrenze die Oostenrijk tegen de Turken moest beschermen. Vervolgens kwamen stad en omgeving weer onder burgerlijk bestuur en nam het aantal Hongaarse inwoners snel toe.
Vanaf het einde van de 19de eeuw beleefde de stad haar bloeitijd. In 1875 werd de eerste brug over de Tisza aangelegd, die tot 1902 zou blijven bestaan. In 1889 volgde de eerste spoorwegverbinding (met Szabadka, thans Subotica). In 1895 kreeg de stad, naar aanleiding van een bezoek van koning Frans Jozef I, elektrische verlichting en in 1899 een telefoonnet.
In 1910 telde de stad 29.666 inwoners: dat is meer dan thans, een eeuw later. In 1911 brandde het stadhuis van de stad af. Ervoor in de plaats verrees tussen 1912 en 1914 het huidige stadhuis, een creatie van Frigyes Kovács. Na de Eerste Wereldoorlog kwam de stad aan het Koninkrijk der Serviërs, Kroaten en Slovenen, het latere Joegoslavië.
In 1962 kreeg Senta een nieuwe brug over de Tisza, die de in de Tweede Wereldoorlog verwoeste tweede brug verving.

## Bevolking
De stad Senta had tijdens de volkstelling het volgende aantal inwoners. In 2002 was 78% van de bevolking Hongaarstalig.
- 1948: 23 777
- 1953: 23 320
- 1961: 25 062
- 1971: 24 723
- 1981: 23 690
- 1991: 22 827
- 2002: 20 302
- 2011: 18 704

## Geboren
- Radivoj Krivokapić (1953–2024), Servisch handballer
- Zsombor Kerekes (1973), Hongaars voetballer
- Tamara Boroš (1977), tafeltennisster
- Nemanja Nikolić (1987), Hongaars voetballer
- Čaba Silađi (1990), zwemmer
- Adrián Szőke (1998), Servisch-Hongaars voetballer
- Laslo Đere (1995), tennisser